# خانه یزدیان
خانه یزدیان مربوط به اواخر دوره قاجار است و در اصفهان، محله سینه پائینی، بازارچه سینه پائین، کوچه کتابی، پ۴۶ واقع شده و این اثر در تاریخ ۲۴ فروردین ۱۳۸۲ با شمارهٔ ثبت ۸۲۰۹ به‌عنوان یکی از آثار ملی ایران به ثبت رسیده است.